# نهائي الكأس (فلم)
نهائي الكأس (بالعبرية: גמר גביע) هو فيلم دراما إسرائيلي صدر عام 1991، تدور أحداثه خلال غزو لبنان عام 1982 من قبل إسرائيل وكأس العالم 1982 لكرة القدم، الفيلم من إخراج عيران ريكليس وبطولة محمد بكري.

## الحبكة
اُختطِف جندي إسرائيلي شاب يُدعى كوهين من قبل مجموعة من المقاتلين الفلسطينيين الذين احتجزوه كرهينة أثناء النزاع. تصادف كأس العالم 1982 مع فترة الغزو، وسيساعد حبهم المتبادل لكرة القدم، ولا سيما لمنتخب إيطاليا لكرة القدم، على كسر حواجز القومية والأمتعة التاريخية التي جلبها الاثنان. يتم تشكيل نوع من التحالف بين الرجلين. وتتجه علاقتهما إلى نهاية مأساوية مثل المنتخب الإيطالي، إلى جانب هدف سجله باولو روسي، في مسيرته نحو الفوز بكأس العالم 1982.

## المهراجانات
- مهرجان برلين السينمائي الدولي (20 فبراير 1992)
- حفل توزيع جوائز مهرجان موسكو السينمائي الدولي السابع عشر (1991)[1]

## وصلات خارجية
- مقالات تستعمل روابط فنية بلا صلة مع ويكي بيانات